# Patrick Goudou
Patrick Goudou (* 1950 in Paris) ist ein französischer Manager. Er war von 2003 bis 2010 der erste Exekutivdirektor der Europäischen Agentur für Flugsicherheit (EASA).
Goudou wuchs in Paris auf und studierte an der École Polytechnique und dem Institut Supérieur de l’Aéronautique et de l’Espace in Toulouse und spezialisierte sich auf Luftfahrtantriebe. 1975 begann er, für die französische Direction générale de l’armement zu arbeiten, die die Rüstungsaufträge der französischen Streitkräfte bearbeitet und als Bindeglied zwischen dem Staat als Auftraggeber und der Industrie fungiert. Für zehn Jahre war er im Testzentrum für Triebwerke für die Erprobung verantwortlich und wechselte danach in das Management der Agentur. 1997 ging er zum Schiffhersteller DCN (heute Direction des Constructions Navales). 2002 wurde er zum Vorstandschef der Rüstungsagentur Service industriel de l'aéronautique ernannt und 2003 zum ersten Direktor der neugegründeten EASA.